# Eomakhaira
Eomakhaira molossus is een uitgestorven buideldierachtige behorend tot de familie Thylacosmilidae van de Sparassodonta. Het was een carnivoor en Eomakhaira leefde tijdens het Oligoceen in Zuid-Amerika.

## Fossiele vondsten
De fossiele resten van Eomakhaira zijn gevonden in de vulkanische afzettingen van de Cachapoal-locatie van de Abanico-formatie in de centrale regio O'Higgins van Chili. Het holotype SGOPV 3490 bestaat uit de voorzijde van een schedel, waaronder delen van de kaken en het gebit. De vondst van een geschatte ouderdom van 32 tot 33 miljoen jaar, vallend binnen de South American Land Mammal Age Tinguirirican.
De geslachtsnaam bestaat uit de termen eo dat dageraad betekent en machaira, een type kort zwaard of groot mes. De eerste term wordt veel gebruikt in de benaming van diersoorten uit het Paleogeen. De tweede term verwijst naar de verlengde hoektanden. De soortnaam molossus werd gegeven vanwege de korte, robuuste snuit die gelijkenis vertoont met die van het hondenras molosser en verwanten zoals de mastiff.

## Kenmerken
Eomakhaira was een relatief kleine vorm uit de Sparassodonta. Het gewicht wordt geschat op 9,5 tot 10 kilogram. Dit komt overeen met dat van een mannelijke buidelduivel. Ook het formaat van de schedel is vergelijkbaar met die van een buidelduivel. Eomakhaira is zo kleiner dan Callistoe (23 kg) en Patagosmilus (20 kg). Eomakhaira was een carnivoor. Het dier had sabeltanden, maar niet zo uitgesproken als die van de latere verwant Thylacosmilus. Het formaat van de sabeltanden is vergelijkbaar met die van vroege vormen van andere carnivore zoogdieren met sabeltanden zoals Machaeroides uit de Machaeroididae, Dinictis en Nimravus uit de Nimravidae, en Pseudaelurus uit de Machairodontinae.

## Verwantschap
Eomakhaira heeft kenmerken van zowel de Thylacosmilidae als de Proborhyaenidae. Het is het zustertaxon van de clade van Thylacosmilus en Patagosmilus. De auteurs van het beschrijvende artikel stellen dat de Thylacosmilidae beschouwd moeten worden als een onderfamilie van de Proborhyaenidae, als Thylacosmilinae.